# Corcovetella aemulatrix
Corcovetella aemulatrix là một loài nhện trong họ Salticidae.
Loài này thuộc chi Corcovetella. Corcovetella aemulatrix được María Elena Galiano miêu tả năm 1975.